# Pulya+ Disk 2
Pulya+ Disk 2 (en ruso:'Пуля'), que significa "Bala (disco 2)", es un álbum de estudio de la banda rusa Leningrad.

## Listado de temas
1. "Я так люблю тебя" - Ya Tak Luyblyu Tebya - (Te amo)
2. "Таблеткa" - Tabletka
3. "Таня" - Tanya - (Nombre ruso)
4. "Леля" - Lelya - (Lelya)
5. "Любовь" - Lyubov' - (Amor)
6. "Пуля" - Pulya - (Bala)
7. "Матросы" - Matrosi - (Marineros)
8. "Света" - Sveta - (Ligero)
9. "Звезды и Луна" - Zvezda i Luna - (estrellas y luna)
10. "Люба" - Lyuba - (Nombre ruso)
11. "Давай-давай" - Davay-Davay - (¡vamos, vamos!)
12. "Катюха" - Katyuja -
13. "Айседора" - Aysedora
14. "Письма" - Pis'ma - (Cartas)
15. "Зенит" - zenit - (Zenit)